# Sovranità
La sovranità è l'espressione della somma dei poteri di governo (legislativo, esecutivo e giudiziario), riconosciuta a un soggetto di diritto pubblico internazionale (es. Stato) che può essere una persona o un organo collegiale. La modalità in cui questa somma di poteri è organizzata e ripartita è detta forma di governo.

## Generalità

Bandiera vaticana con le chiavi decussate sormontate dal triregno.

Stemma dell'Ordine di Malta.

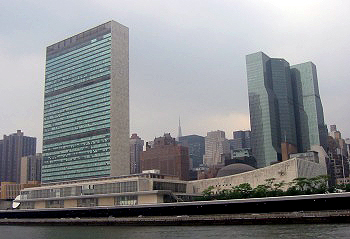
Il Palazzo di Vetro (New York), la sede centrale dell'ONU

Luigi XIV personificò la forma più completa di monarca assoluto. Famosa la sua affermazione "L'État c'est moi!" (Lo Stato sono io!)

Bandiera della Marina Militare. La Marina mercantile italiana utilizza una bandiera molto simile nel cui stemma, che non è sormontato dalla corona, il leone di San Marco regge il Vangelo e non una spada.

In dottrina, il diritto pubblico teorizza tale istituto giuridico essenzialmente come uno degli elementi costitutivi dello Stato, insieme con il territorio e il popolo. Tale assunto, tuttavia, ha incontrato delle eccezioni che vedono riconosciuta la sovranità anche in capo a soggetti privi di un proprio territorio o di un proprio popolo, come inteso in senso tecnico-giuridico stretto. 
Ad esempio dopo la riforma costituzionale dell'Ordine dei cavalieri di Malta, emanata da papa Francesco nel 2022, non si può più parlare di sovranità del Sovrano Militare Ordine di Malta (SMOM); il quale come si legge nella nuova costituzione è tecnicamente dipendente dalla Santa Sede, come già sancito da una sentenza cardinalizia del 1954. 

### Nel diritto costituzionale e internazionale
Nel diritto costituzionale e nel diritto internazionale la sovranità connota il potere supremo nell'ambito dello Stato e nei rapporti internazionali l'indipendenza di un'entità/soggetto statale. L'esercizio della sovranità esprime la possibilità di esercitare una supremazia nell'ambito di una comunità stanziata su un certo territorio. Per il diritto internazionale ha rilevanza solo il gruppo di persone di un soggetto di diritto pubblico internazionale le cui azioni, considerate dall'esterno, hanno valore vincolante per lo Stato e cioè il Capo di uno Stato o i rappresentanti di un Governo. L'aspetto esterno della sovranità riguarda l'indipendenza. Stato sovrano è sinonimo di Stato indipendente, in posizione di uguaglianza giuridica con gli altri stati e in condizione di determinare liberamente la propria politica estera il che all'interno implica analoghe libertà di scelte.
In tempi recenti con l'affermazione delle super potenze e del connesso fenomeno degli stati satelliti e con il sostituirsi di nuove forme di colonialismo economico a quelle del colonialismo ottocentesco, si tende a dare un'interpretazione più formale che sostanziale della nozione esterna di sovranità: si ritiene cioè che la sovranità sussista quando manchino vincoli giuridici che la limitino. Che tale nozione, pur così interpretata, resti un punto di riferimento importante nelle relazioni internazionali è testimoniato dalle reazioni di ripulsa registrate contro la teoria - proclamata dall'URSS nel 1968 in occasione dell'invasione della Cecoslovacchia - della sovranità limitata dei singoli paesi socialisti.
L'esercizio effettivo e indisturbato della sovranità nell'ambito di un territorio è il presupposto cui il diritto internazionale ricollega come conseguenze il diritto dello Stato sovrano di pretendere che altri non penetri nel suo territorio e il dovere corrispettivo di astenersi dall'invadere il territorio altrui: in questo si concreta la cosiddetta sovranità territoriale. Altro diritto discendente dall'esercizio della sovranità è quello di proteggere i propri cittadini che si trovino nel territorio di un altro Stato.

### Sovranità monarchica e repubblicana
Nell'antichità il termine sovranità deriva da quello di sovrano, che appunto assommava in sé la pienezza dei poteri di governo. Con l'avvento delle monarchie costituzionali, ai sovrani sono state lasciate normalmente funzioni solo rappresentative dello Stato. Un residuo del potere sovrano in genere riconosciuto a monarchi o ai capi di Stato in genere è il potere di concedere la grazia ai condannati e il conferimento di onorificenze cavalleresche.
Un'espressione attuale della coincidenza dei pieni poteri di governo nella persona del sovrano è offerta dall'art. 1 della Legge fondamentale dello Stato della Città del Vaticano che recita: 
"Il Sommo Pontefice, Sovrano dello Stato della Città del Vaticano, ha la pienezza dei poteri legislativo, esecutivo e giudiziario".
All'art. 2 si rinviene un interessante esempio di sovranità propria di una monarchia assoluta in capo a un organo collegiale: "Durante il periodo di Sede vacante, gli stessi poteri appartengono al Collegio dei Cardinali, il quale tuttavia potrà emanare disposizioni legislative solo in caso di urgenza e con efficacia limitata alla durata della vacanza, salvo che esse siano confermate dal Sommo Pontefice successivamente eletto a norma della legge canonica".
Un esempio di espressione della sovranità nelle odierne repubbliche parlamentari è offerto invece dall'art. 1 della Costituzione della Repubblica Italiana che al II comma recita: "La sovranità appartiene al popolo, che la esercita nelle forme e nei limiti della Costituzione".
Nelle monarchie costituzionali, il sovrano è sempre il monarca, anche se il suo potere è limitato dagli organi costituzionali e, spesso, solo simbolico e di rappresentanza, ad esempio nelle monarchie del Commonwealth rette dal re o dalla regina del Regno Unito; al contrario, il principe di Monaco esercita effettivamente i poteri stabiliti dalla costituzione.
Negli stati repubblicani, invece, il sovrano è il popolo stesso, quale corpo elettorale dei cittadini, il quale esprime il proprio potere nel limite delle Costituzioni, di solito eleggendo i propri rappresentanti; essi non hanno la sovranità, ma solo la funzione di rappresentanza di coloro che la detengono, cioè gli elettori.

### Forme di sovranità
- Monarchia
- Tirannia
- Aristocrazia
- Oligarchia
- Plutocrazia
- Democrazia
- Oclocrazia
- Meritocrazia

### Limiti della sovranità
La sovranità dello Stato incontra dei limiti. Questi limiti sono:
- Limiti di fatto: derivano dall'impossibilità dello Stato di controllare in maniera capillare i vari aspetti della vita del paese.
- Limiti di diritto o limiti giuridici: derivano dall'ordinamento internazionale il cui scopo è quello di assicurare la coesistenza fra gli stati e di tutelare i popoli e i singoli individui in nome dei diritti umani.

### Sovranità e extraterritorialità
Lo jus majestatis dello Stato si estende su tutto il suo territorio, ivi comprese le acque interne e marittime, cosiddette territoriali, nonché lo spazio aereo a essi sovrastante secondo il principio "usque ad inferos, usque ad sidera". Questa affermazione trova però delle deroghe e delle eccezioni: così come non c'è dubbio che la sovranità spiega tutta la sua efficacia nelle exclave non ne ha alcuna per le enclave; ovvero, sino alla metà dell'Ottocento il territorio di Benevento e Pontecorvo pur essendo compreso all'interno del territorio del Regno delle Due Sicilie costituiva parte integrante, come exclave, dello Stato Pontificio e come enclave del napoletano non era in alcun modo assoggettato all'autorità borbonica.
Diverso è il caso delle extraterritorialità, quali le sedi delle Ambasciate di uno Stato ovvero i numerosi palazzi, ospedali, ville pontificie o Basiliche romane di proprietà dello Stato della Città del Vaticano e della Santa Sede. Infatti nelle sedi extraterritoriali - che sono sempre territorio dello Stato ospitante - lo Stato rinuncia a esercitare in buona parte le prerogative della propria sovranità. Parimenti va evidenziato che la sovranità si estende sulle navi italiane della marina mercantile anche in alto mare ed è invece ininterrotta sulle navi da guerra della Marina Militare, ovunque esse si trovino. Lo stesso principio vale per gli aeromobili nazionali, civili e militari.

## Contenuti della sovranità

### Ius imperii
È il diritto del sovrano di esercitare il comando su chi gli sia sottoposto.

### Ius gladii
È il diritto del sovrano a disporre della forza armata dello Stato: in senso esteso è il potere di infliggere le pene (prima fra tutte la capitale, ossia di amministrare l'alta giustizia) ai sottoposti, o di levarle.

### Ius honorum (fons honorum)
La fons honorum (fonte degli onori) è il legittimo diritto che ha un capo di stato, in virtù della sua posizione ufficiale, di insignire di titoli nobiliari, di ordini cavallereschi, o di merito altre persone. Il diritto si conserva in perpetuo, quando un pretendente al trono discende da un sovrano che non abbia abdicato o abbia compiuto atti contrari all'esercizio del diritto (es. acquiescenza formale al nuovo ordinamento costituzionale del già proprio regno).

#### Debellatio
Al pretendente al trono che si sottometta ad altra sovranità con atto manifesto si applica l'istituto del diritto internazionale della debellatio: ne consegue che quando l'atto sia prestato liberamente, il pretendente perde l'ultima prerogativa sovrana, lo jus honorum, venendo ad assumere lo status di privato cittadino, sebbene col trattamento di Altezza Reale . Il caso è tipico delle repubbliche facenti seguito a un regno: la rinuncia alla pretensione è condizione sine qua non per il rientro degli eredi al trono esiliati (es. il Conte di Parigi, Otto di Asburgo, Vittorio Emanuele di Savoia).